# Eplerenona
La eplerenona es un antagonista de la aldosterona, usado en medicina como terapia adyuvante en el tratamiento de la insuficiencia cardíaca crónica. Es muy similar a la espironolactona, aunque puede ser más específica por el receptor mineralocorticoide, por lo que se produce en el mercado específicamente para la reducción de riesgos cardiovasculares en pacientes que hayan tenido un infarto agudo de miocardio. 

## Indicaciones
La eplerenona se indica para la reducción del riesgo de muerte cardiovascular en pacientes con insuficiencia cardíaca y disfunción ventricular izquierda dentro de los primeros 3-14 días posteriores a un infarto de miocardio, en combinación con las terapias de rutina, así como tratamiento para la hipertensión arterial.

## Contraindicaciones
La eplerenona está contraindicada en pacientes con hiperpotasemia, insuficiencia renal severa (depuración de creatinina menor de 30 ml/min) o hepatopatía severa. Su uso está también contraindicado por el fabricante en combinación con ketoconazol, itraconazol u otros diuréticos ahorradores de potasio. 

## Efectos adversos
Los efectos secundarios más frecuentemente asociados al uso de la epleronona son la hiperpotasemia, hipotensión, mareos, función renal alterada e incremento en la concentración plasmática de creatinina.

## Interacciones medicamentosas
La epleronona se metaboliza principalmente por el citocromo P450, enzima CYP3A4, por lo que existe el riesgo de interacciones adversas con otras drogas que inducen o inhiben a esta enzima. Específicamente, el uso concomitante de eritromicina, saquinavir, y verapamil debe proceder con cautela. Otras drogas que aumenten la concentración de potasio en la sangre incrementan el riesgo de una hiperpotasemia asociada al uso de la epleronona, incluyendo los sustitutos de la sal, suplementos dietéticos de potasio, etc.
Debido al alto riesgo de la aparición de una hiperpotasemia en individuos que reciban epleronona, se recomienda que con frecuencia se revise el nivel de potasio del individuo.